# Wąwóz Smardzowicki

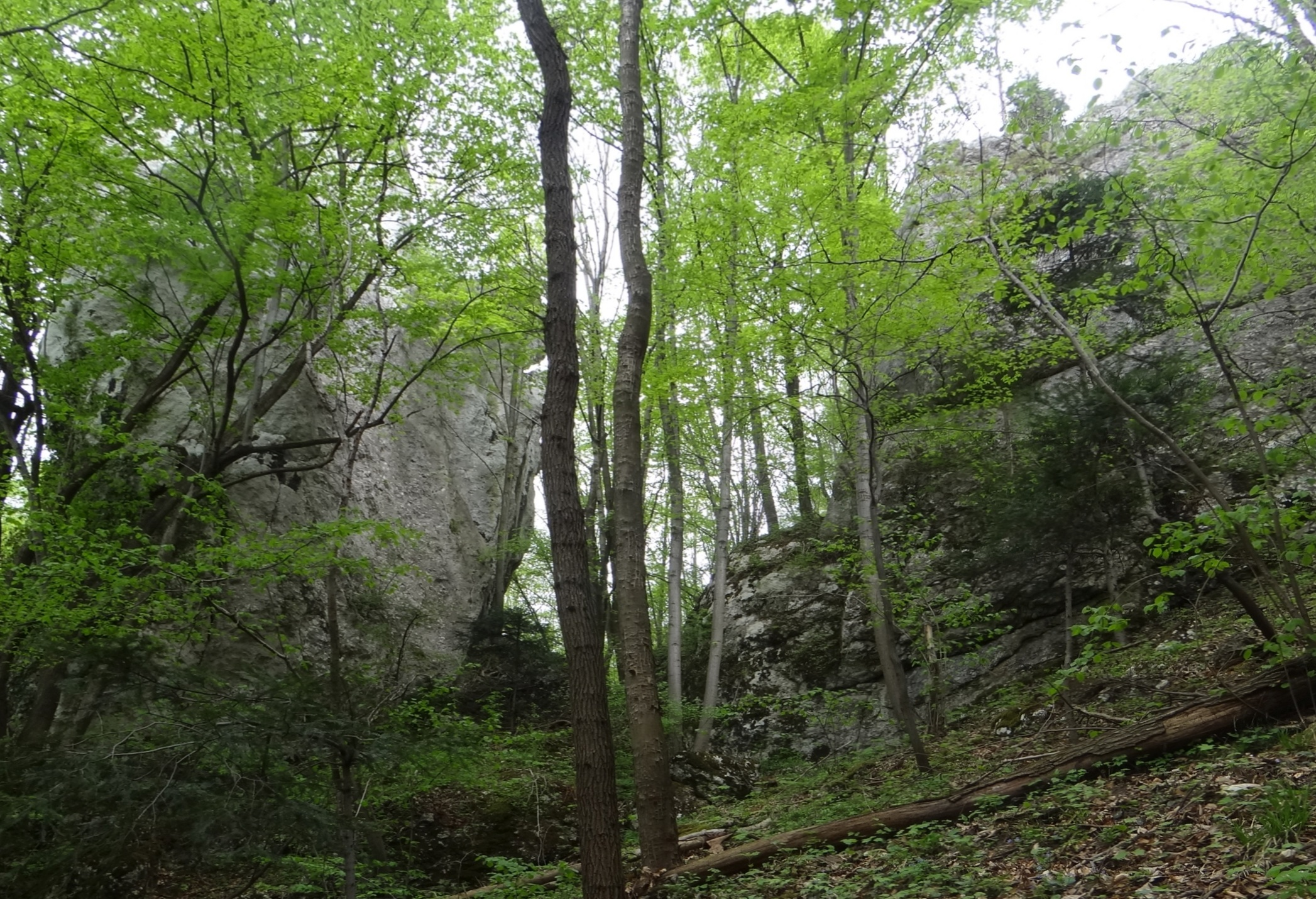
Skała Podwójna w Wąwozie Smardzowickim

Wąwóz Smardzowicki – wąwóz w Ojcowskim Parku Narodowym. Znajduje się w lewym zboczu Doliny Prądnika. Zaczyna się poza granicami parku jako depresja na bezleśnej, pokrytej polami uprawnymi wierzchowinie miejscowości Smardzowice, a następnie, już w granicach Ojcowskiego Parku Narodowego jako wąwóz przecina zbudowane z wapieni i porośnięte lasem zbocze doliny Prądnika. W pobliżu jego wylotu przy drodze prowadzącej Doliną Prądnika znajdują się ławki dla turystów i słupek z tabliczkami szlaków turystycznych oraz bar Okienko.
Wąwóz jest suchy. Woda spływa jego dnem tylko po większych opadach. W skalistym dnie wąwozu znajduje się kilka progów. W orograficznie prawych zboczach jest kilka wybitnych skał. W górnej części wąwozu jest to Lusikowa, niżej Podwójna i Skała Puchacza z Jaskinią Puchacza. Wylot wąwozu po orograficznie prawej stronie obramowują Skały Kawalerskie. Z dna Wąwozu Smardzowickiego jest widoczny wylot Jaskini Borsuczej.
Wąwóz przecina znakowany szlak turystyki pieszej. Dnem wąwozu obok skały Podwójnej i Lusikowej prowadzi nieznakowana ścieżka do Smardzowic.

## Szlak turystyki pieszej
wejście obok skały Słupek, przez wąwóz Wawrzonowy Dół, wypłaszczenie Skały Krukowskiego, Jaskinię Ciemną, powyżej skały Rękawica, przez punkty widokowe na górze Koronnej i skałę Wapiennik, przez Wąwóz Smardzowicki, obok Podwójnej i Skały Puchacza do dna Doliny Prądnika przy wylocie Wąwozu Smardzowickiego.